# Solarbundesliga
Die Solarbundesliga war eine zwischen 2001 und 2017 aktive bundesweite Initiative zur Erfassung der Leistung aller in der Bundesrepublik erbauten Solar- und Photovoltaikanlagen. Organisiert wird die Liga, die einen wettbewerbsähnlichen Charakter hat, von der Solarthemen-Redaktion in Kooperation mit der Deutschen Umwelthilfe.
Kleinere Gemeinden sind erfahrungsgemäß im Vorteil, weshalb der Wettbewerb auch in mehrere Teilwettbewerbe aufgeteilt wird: Großstädte mit über 100.000, Mittelstädte (20.000–99.999 Einwohner), Kleinstädte (5.000–19.999), Gemeinden von 1.000–4.999 und Kleingemeinden mit unter 999 Einwohnern.
Die Zahl der teilnehmenden Kommunen hat seit Beginn des Wettbewerbs stark zugenommen. Während 2001 nur 71 Gemeinden teilnahmen, sind es seit 2011 über 2.000 Gemeinden in Deutschland, die ihre Solaranlagen in den Wettbewerb einbringen.
Die Punktzahl einer teilnehmenden Gemeinde setzt sich dabei aus der Installationsleistung von solarthermischen Anlagen und von Photovoltaikanlagen zusammen:
Bis 2012 galt:
Photovoltaik: 3 Watt pro Einwohner ergeben 1 Punkt.
Solarthermie: 0,01 Quadratmeter pro Einwohner ergeben ebenfalls 1 Punkt.
Seit 2013 gilt generell: 1 Watt pro Einwohner ergibt 1 Punkt. Bei Photovoltaik wird die Generatorleistung genommen (Anhaltspunkt ist, dass 1 Quadratmeter Solarmodul etwa 120 Watt Leistung hat). Bei der Solarthermie geht man von einer thermischen Leistung von 700 Watt je Quadratmeter Sonnenkollektor aus.
Die neue Wertung verändert die Gewichtung zwischen den beiden Technologien und bringt insgesamt einen höheren Punktestand bei sonst gleicher Installation.
Seit dem Jahr 2006 erhalten die Teilnehmer für gleichberechtigten Ausbau von Solarthermie und Photovoltaik Bonuspunkte, die die erreichte Punktzahl im besten Fall verdoppeln.
Die allgemeine Formel für die Bonuspunkte gestaltet sich wie folgt:
{\displaystyle 2\cdot {\sqrt {{\text{Punkte Photovoltaik}}\cdot {\text{Punkte Solarthermie}}}}}
Diese werden zu den normalen Punkten addiert.
| Saison                                                                                             | Gesamtsieg                   | Punktzahl | Sieg Großstadt | Punktzahl | Sieg Mittelstadt    | Punktzahl | Sieg Kleinstadt   | Punktzahl |
| -------------------------------------------------------------------------------------------------- | ---------------------------- | --------- | -------------- | --------- | ------------------- | --------- | ----------------- | --------- |
| 2003                                                                                               | Schalkham                    | 186       | Freiburg       | 9         | Neckarsulm          | 28        | Niederbergkirchen | 105       |
| 2004                                                                                               | Rettenbach am Auerberg       | 219       | Freiburg       | 10        | Neckarsulm          | 35        | Wildsteig         | 152       |
| 2005                                                                                               | Rettenbach am Auerberg       | 314       | Freiburg       | 12        | Bürstadt            | 115       | Kastl             | 238       |
| 2006                                                                                               | Gollhofen                    | 676       | Freiburg       | 35        | Neckarsulm          | 107       | Kastl             | 508       |
| 2007                                                                                               | Rettenbach am Auerberg       | 792       | Ulm            | 44        | Neckarsulm          | 118       | Kastl             | 561       |
| 2008                                                                                               | Rettenbach am Auerberg       | 991       | Ulm            | 53        | Crailsheim          | 155       | Niederbergkirchen | 690       |
| 2009                                                                                               | Friedrich-Wilhelm-Lübke-Koog | 3319      | Ingolstadt     | 69        | Leutkirch im Allgäu | 202       | Bad Grönenbach    | 463       |
| 2010                                                                                               | Friedrich-Wilhelm-Lübke-Koog | 4079      | Ingolstadt     | 104       | Leutkirch im Allgäu | 316       | Tacherting        | 708       |
| 2011                                                                                               | Friedrich-Wilhelm-Lübke-Koog | 4466      | Ulm            | 167       | Leutkirch im Allgäu | 473       | Tacherting        | 1162      |
| 2012                                                                                               | Glüsing                      | 5689      | Ulm            | 167       | Leutkirch im Allgäu | 728       | Rot am See        | 1238      |
| ab 2006 Punkte inkl. Bonus, ab 2009 andere Definition Kleinstädte; Quellen: www.solarbundesliga.de |                              |           |                |           |                     |           |                   |           |

| Saison | Sieg Großstadt | Punktzahl | Sieg Mittelstadt    | Punktzahl | Sieg Kleinstadt | Punktzahl | Sieg Gemeinden    | Punktzahl | Sieg Kleingemeinden | Punktzahl | Quelle |
| --- | -------------- | --------- | ------------------- | --------- | --------------- | --------- | ----------------- | --------- | ------------------- | --------- | ------ |
| 2013 | Ulm            | 784       | Leutkirch im Allgäu | 2528      | Blaufelden      | 5179      | Niederbergkirchen | 7865      | Glüsing             | 18415     |        |
| 2014 | Ulm            |           | Leutkirch im Allgäu |           | Rot am See      |           | Niederbergkirchen |           | Glüsing             |           | [ 1 ]  |
| 2015 | Ulm            |           | Leutkirch im Allgäu |           | Rot am See      |           | Niederbergkirchen |           | Kienberg            |           | [ 2 ]  |
| 2016 | Ulm            |           | Leutkirch im Allgäu |           | Rot am See      |           | Niederbergkirchen |           | Niederbergkirchen   |           | [ 3 ]  |
| 2017 | Ulm            |           | Rietberg            |           | Rot am See      |           | Niederbergkirchen |           | Niederbergkirchen   |           | [ 4 ]  |
| ab 2009 Punkte inkl. Bonus, ab 2013 Gewichtung Solarthermie und Photovoltaik nach Leistung; Quellen: www.solarbundesliga.de |                |           |                     |           |                 |           |                   |           |                     |           |        |